# Bart de Graaff
Bart Frederikus de Graaff (* 16. April 1967 in Haarlem; † 25. Mai 2002 in Leiden) war ein niederländischer Rundfunk- und Fernsehmoderator sowie Gründer der Rundfunkgesellschaft BNN.

## Biografie
Bart de Graaff war Sohn eines Unternehmers, der im Bettenbau tätig war. Im Alter von neun Jahren wurde er von einem Lkw angefahren, wobei er schwere Verletzungen erlitt. Unter anderem erlitt er Brüche beider Beine, was eine Niereninfektion zur Folge hatte, die sich zu lebenslangen schweren Nierenproblemen entwickelte. Eine daraus resultierende Wachstumsstörung führte dazu, dass de Graaff zeit seines Lebens Körperbau und Gesichtszüge eines Neunjährigen beibehielt und nicht größer als 1,52 Meter wurde.
De Graaff entdeckte in seiner Jugend seine Vorliebe für die Schauspielerei. Er drehte Werbespots und arbeitete auch als Darsteller in einem Musical. 1988 wurde er vom Privatsender Veronica für die Kindersendung B.O.O.S. (Bart Omroep Organisatie Stichting) engagiert. Zuschauer und Kritiker waren von de Graaff als Kindmann, der das Erscheinungsbild eines Viertklässlers mit dem Humor eines Stand-up-Comedians verbindet, begeistert. Die bis 1995 ausgestrahlte Sendung etablierte de Graaff bei Veronica, wo er darüber hinaus u. a. die Funsport-Show Super Champs sowie die Versteckte-Kamera-Show Boobytrap moderierte. Mitte der 1990er Jahre startete dann die Sendung Bart’s News Network, die auf Jugendliche und junge Erwachsene abzielte und u. a. viele Reality-Shows beinhaltete. 1997 entstand hieraus die gleichnamige Rundfunkgesellschaft (BNN), die zunächst erhebliche Finanzierungsprobleme hatte. Doch im Herbst 1998 sendete sie die ersten Eigenproduktionen und erlangte 2000 schließlich den Status einer öffentlichen Rundfunkgesellschaft.
Wegen seiner schweren Nierenprobleme musste de Graaff häufig im Krankenhaus behandelt werden. Zwei Spendernieren, die ihm dort transplantiert worden waren, wurden von seinem Körper abgestoßen, und 2001 wurde er wegen Krebsgeschwüren im Mund operiert. Im Jahr 2002 erlitt er einen Schlaganfall und musste die Trennung von seiner Freundin verkraften. Bart de Graaff starb am 25. Mai 2002 nach mehrwöchiger schwerer Krankheit an einer Bauchfellentzündung. Er wurde von seinen Eltern und seiner Schwester überlebt.
In Gedenken an ihren Firmengründer benannte sich de Graaffs Rundfunkgesellschaft in Barts Neverending Network um. 2008 erschien posthum der biografische Film Bikkel, in der Familie, Vertraute und de Graaff selbst zu Wort kommen.